# STS-51-I
La STS-51-I è stata la 20ª missione spaziale del Programma Space Shuttle.

## Equipaggio
- Joseph H. Engle (2) - Comandante
- Richard O. Covey (1) - Pilota
- James D. A. van Hoften (2) - Specialista di missione
- John M. Lounge (1) - Specialista di missione
- William F. Fisher (1) - Specialista di missione

Tra parentesi il numero di voli spaziali completati da ogni membro dell'equipaggio, inclusa questa missione.

## Parametri della missione
- Massa:
  - Navetta al lancio: 118.981 kg
  - Navetta al rientro: 89.208 kg
  - Carico utile: 19.952 kg
- Perigeo: *Perigeo: 351 km
- Apogeo: *Apogeo: 364 km
- Inclinazione orbitale: 28.5°
- Periodo: 1 ora, 31 minuti, 42 secondi